# Aspesaipichthys cavaensis
Aspesaipichthys cavaensis è un pesce osseo estinto, appartenente ai paracantotterigi. Visse nel Cretaceo superiore (Campaniano - Maastrichtiano, circa 72 milioni di anni fa) e i suoi resti fossili sono stati ritrovati in Italia. 

## Descrizione
Questo pesce era di piccole dimensioni: l'olotipo è lungo circa 7,5 centimetri. Possedeva un corpo corto e alto, appiattito lateralmente, una testa corta e alta e una pinna dorsale di forma slanciata, che andava decrescendo verso la regione caudale. La pinna caudale era posta al termine di un corto peduncolo, era biforcuta, di grandi dimensioni e dotata di 19 raggi principali. Le scaglie erano piccole e cicloidi.
Rispetto ad altre forme simili come Aipichthys, questo pesce si distingueva per l’atrofia della hyomandibula (un insieme di ossa che si trova in una regione vicina alla mandibola), per la perdita da parte di queste ossa di alcune espansioni, per il numero ridotto di vertebre, per la forma a botte della prima vertebra epurale e per la fusione di alcune vertebre dorsali. 

## Classificazione
Aspesaipichthys è un membro degli Aipichthyoidea, un gruppo di pesci di piccole dimensioni e dal corpo compresso lateralmente tipici del Cretaceo, dalla collocazione sistematica non chiara. All'interno del gruppo, sembra che Aspesaipichthys fosse strettamente imparentato con Aipichthyoides e Zoqueichthys (Alvarado-Ortega e Than-Marchese, 2012). Aspesaipichthys cavaensis venne descritto per la prima volta nel 2004, sulla base di un fossile (impronta e controimpronta) ritrovato nella località Castello di Agnano nei pressi di Nardò, in provincia di Lecce.